# Nõmme Kalju FC

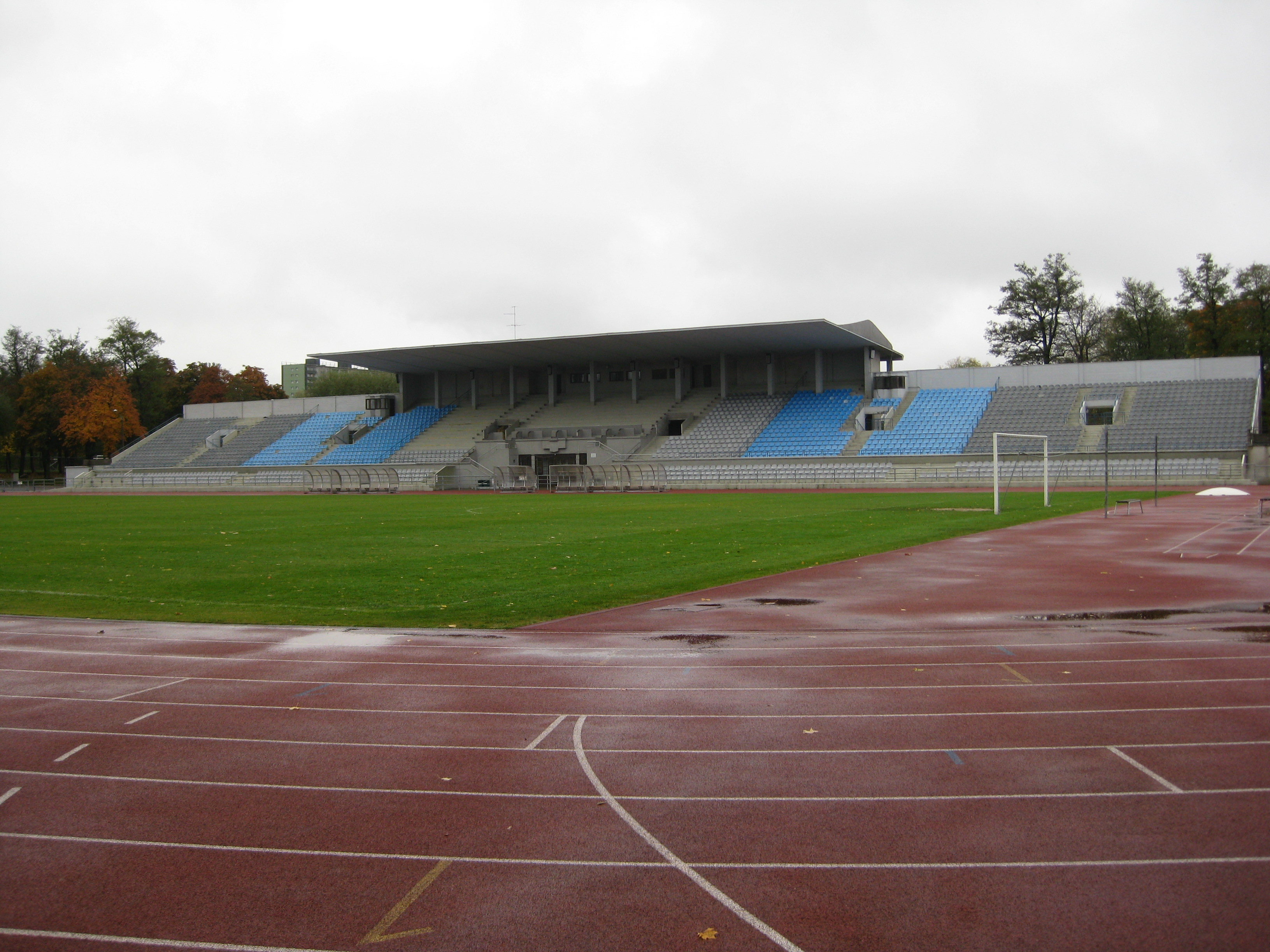
Stadion Kadrioru, na němž od roku 2012 Nõmme Kalju hraje své domácí zápasy

MTÜ Nõmme Kalju FC je estonský fotbalový klub z hlavního města Estonska Tallinnu, ze čtvrti Nõmme. Založen byl v prosinci 1922, na konci 30. let 20. století však zanikl a obnoven byl roku 1997. Od roku 2008 hraje nejvyšší estonskou soutěž. Největšího historického úspěchu klub dosáhl roku 2012, kdy prvně ve svých dějinách vybojoval mistrovský titul. Do evropských pohárů se klub poprvé podíval v sezóně 2009/10, kdy hrál Evropskou ligu, v 1. předkole vypadl s lotyšským týmem Dinaburg FC. Z prvního předkola Evropské ligy se mu nepodařilo postoupit ani v letech 2012 a 2013 (v prvním případě vypadl s finským FC Honka, ve druhém s ázerbájdžánským Chazarem Lankaran).
V sezóně 2013/14 se prvně podíval do Ligy mistrů a vyřazením HJK Helsinki ve 2. předkole dosáhl největšího mezinárodního úspěchu ve své historii. Ve třetím předkole byl vyřazen českým týmem FC Viktoria Plzeň po prohrách 0:4 doma a 2:6 venku, ale pokračoval ve 4. předkole Evropské ligy 2013/14 dvojutkáním s ukrajinským klubem Dněpr Dněpropetrovsk, kde byl vyřazen.
Klub obsadil v ročníku 2013/14 v domácí lize 2. místo za vítězným FC Levadia Tallinn a kvalifikoval se tím do Evropské ligy UEFA 2014/15, kde vypadl ve druhém předkole s polským klubem KKS Lech Poznań.

## Umístění v domácích ligách
Zdroj:

## Účast v evropských pohárech
| Ročník  | Soutěž        | Kolo        | Klub                 | Doma | Venku | Celkem | Postup  |
| ------- | ------------- | ----------- | -------------------- | ---- | ----- | ------ | ------- |
| 2009/10 | Evropská liga | 1. předkolo | Dinaburg FC          | 0:0  | 1:2   | 1:2    | vyřazen |
| 2011/12 | Evropská liga | 1. předkolo | FC Honka             | 0:2  | 0:0   | 0:2    | vyřazen |
| 2012/13 | Evropská liga | 1. předkolo | FK Xəzər Lənkəran    | 0:2  | 2:2   | 2:4    | vyřazen |
| 2013/14 | Liga mistrů   | 2. předkolo | HJK Helsinki         | 2:1  | 0:0   | 2:1    | postup  |
| 2013/14 | Liga mistrů   | 3. předkolo | FC Viktoria Plzeň    | 0:4  | 2:6   | 2:10   | vyřazen |
| 2013/14 | Evropská liga | 4. předkolo | Dněpr Dněpropetrovsk | 1:3  | 0:2   | 1:5    | vyřazen |
| 2014/15 | Evropská liga | 1. předkolo | Fram Reykjavík       | 2:2  | 1:0   | 3:2    | postup  |
| 2014/15 | Evropská liga | 2. předkolo | KKS Lech Poznań      | 1:0  | 0:3   | 1:3    | vyřazen |